# Antaresia
Antaresia là một chi trăn sống ở Úc. Chi này gồm loài nhỏ nhất họ Trăn (A. perthensis). Hiện có bốn loài được công nhận.

## Phân bố địa lí
Antaresia sống ở Úc, cả vùng khô cằn và vùng cận nhiệt chịu ảnh hưởng gió mùa.

## Loài
| Loài          | Người đặt tên      | Phân bố |
| ------------- | ------------------ | --- |
| A. childreniT | (Gray, 1842)       | Viễn bắc Tây Úc, phần ba cực bắc của Lãnh thổ Bắc Úc, đông bắc Queensland, đảo trong eo biển Torres.                                   |
| A. maculosa   | (Peters, 1873)     | Từ cực bắc của bán đảo Cape York về phía nam qua Queensland tới đông bắc New South Wales, và trên nhiều hòn đảo ngoài khơi Queensland. |
| A. perthensis | (Stull, 1932)      | Tây bắc Tây Úc, gồm cả vài đảo ven bờ.                                                                                                 |
| A. stimsoni   | (L.A. Smith, 1985) | Từ ven biển Tây Úc đếm vùng trong đất nước, tận dãy núi Great Dividing.                                                                |

T) Loài điển hình.

## Phân loại
Tên chi lấy từ sao Antares trong chòm Thiên Yết. Tên này được Wells và Wellington đặt ra năm 1984, lúc mà Antaresia vẫn bị coi là một loài trong chi Liasis. Phân loại của hai người được chấp nhận rộng rãi từ 1991.
Một phân loài, A. stimsoni orientalis, đã được L.A. Smith (1985) mô tả, nhưng nó không được Barker & Barker (1994) công nhận.